# Oligoneurus godavari
Oligoneurus godavari är en stekelart som först beskrevs av Mason 1969.  Oligoneurus godavari ingår i släktet Oligoneurus och familjen bracksteklar. Inga underarter finns listade i Catalogue of Life.